# Will McPhail
Will McPhail   (Lancashire, 1988) és un dibuixant i il·lustrador establert a Escòcia. Ha il·lustrat per a les revistes The New Yorker i Private Eye, així com per The New Statesman.

## Biografia
McPhail va néixer el 1988 a Lancashire, Anglaterra, la mare Jane McPhail. Va créixer a Chorley a Lancashire. Va estudiar zoologia i es va graduar a la Universitat de Glasgow.
El seu treball es va publicar per primera vegada a Private Eye mentre encara estudiava la universitat. El 2013, va guanyar el Young Cartoonist of the Year Award (Premi Jove Dibuixant de l'Any), atorgat pel London Cartoon Museum. El 2014, la seva obra va començar a publicar-se a The New Yorker.
El 2021, la novel·la gràfica de debut de McPhail, In, va ser publicada per Houghton Mifflin Harcourt. La història de ficció se centra en un il·lustrador professional anomenat Nick Moss. El 2022, el llibre va guanyar el premi Betty Trask Prize de la Societat d'Autors, convertint-se en la primera novel·la gràfica a guanyar el premi.  Aquell any, McPhail va rebre el premi al primer llibre de l'any de la Saltire Society per In.
El 2022 es va publicar un còmic de McPhail, titulat Love & Vermin.